# Georges Heylens
George Heylens (Etterbeek, 8 agosto 1941) è un allenatore di calcio ed ex calciatore belga, di ruolo difensore.

## Carriera
Con l'Anderlecht vinse sette volte il campionato belga (1962, 1964, 1965, 1966, 1967, 1968 e 1972) e tre volte la Coppa nazionale (1965, 1972 e 1973).

## Palmarès

### Giocatore

#### Competizioni nazionali
- Campionato belga: 7

Anderlecht: 1961-1962, 1963-1964, 1964-1965, 1965-1966, 1966-1967, 1967-1968, 1971-1972
- Coppa del Belgio: 3

Anderlecht: 1964-1965, 1971-1972, 1972-1973